# St. Leopold (Graz)

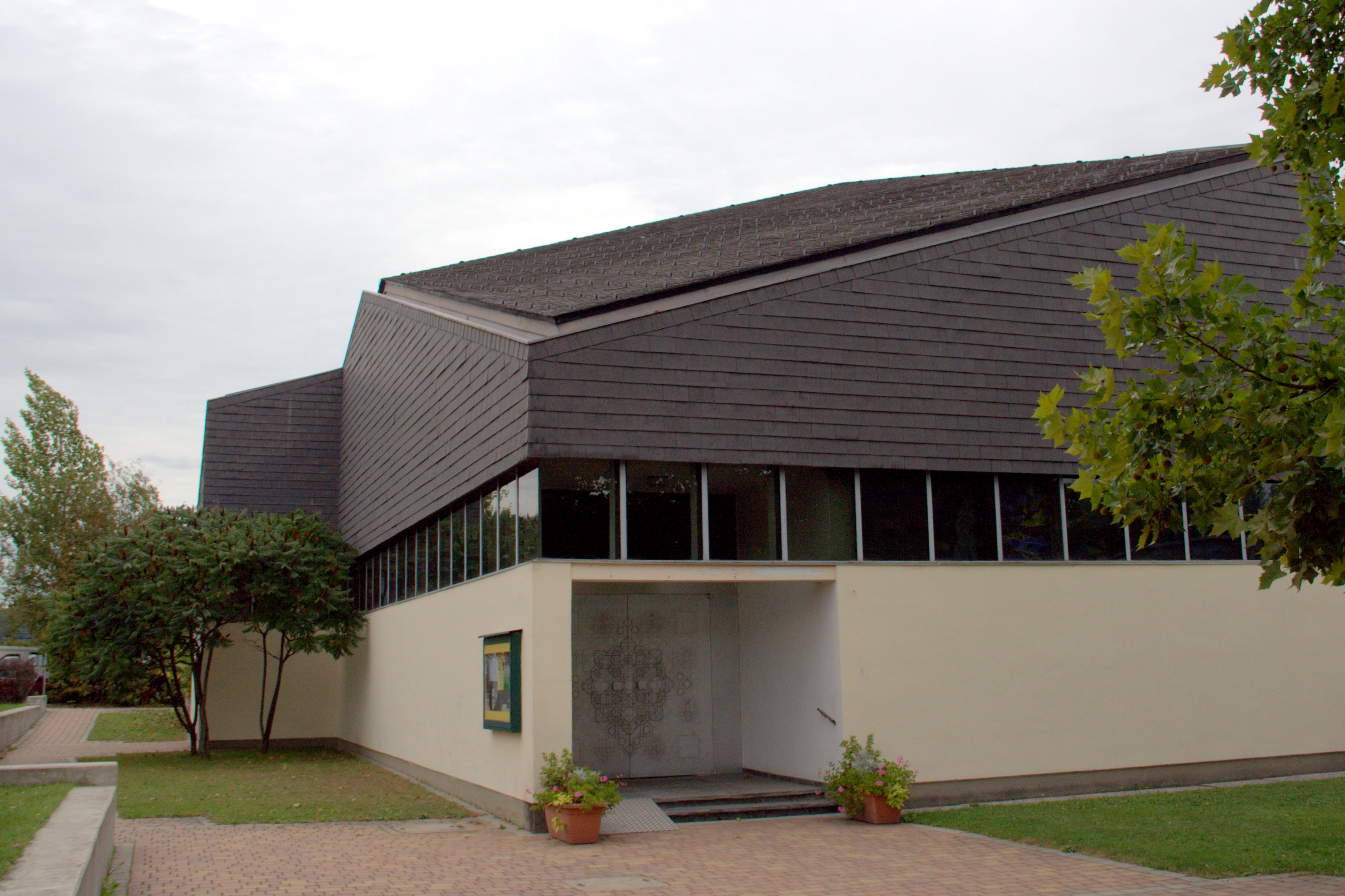
Außenansicht

Die Pfarrkirche St. Leopold ist eine dem heiligen Leopold geweihte römisch-katholische Kirche im 17. Grazer Stadtbezirk Puntigam.

## Geschichte und Gestaltung
Der seit der Zwischenkriegszeit stark gestiegenen Besiedelung des jüngsten Grazer Stadtbezirkes Puntigam wurde durch den Bau eines Pfarrzentrums samt Kirche im südlichen Teil des Bezirkes in den 1960er-Jahren Rechnung getragen. Die Grundstücksuche erwies sich jedoch als schwierig, da eine strukturlose Vorortbebauung vorherrschte. 1967 gewann die Architektengemeinschaft mit Edda Gellner, Fritz Neuhold und Heimo Widtmann den ausgeschriebenen Wettbewerb. 
Kirche, Pfarrhof und Pfarrzentrum wurden als schlichte kubische Baukörper errichtet. Ein frei stehender Glockenträger in Kreuzform wurde nachträglich hinzugefügt. Das Kirchengebäude hebt sich durch seine zeltförmige Dachlandschaft aus schwarzem Eternit von den anderen Bauten deutlich ab. Der Unterbau ist weiß verputzt und das Dach wird durch ein umlaufendes schmales Fensterband scheinbar in Schwebe gehalten. Die Gestaltung des Innenraumes oblag dem steirischen Künstler Fritz Hartlauer.

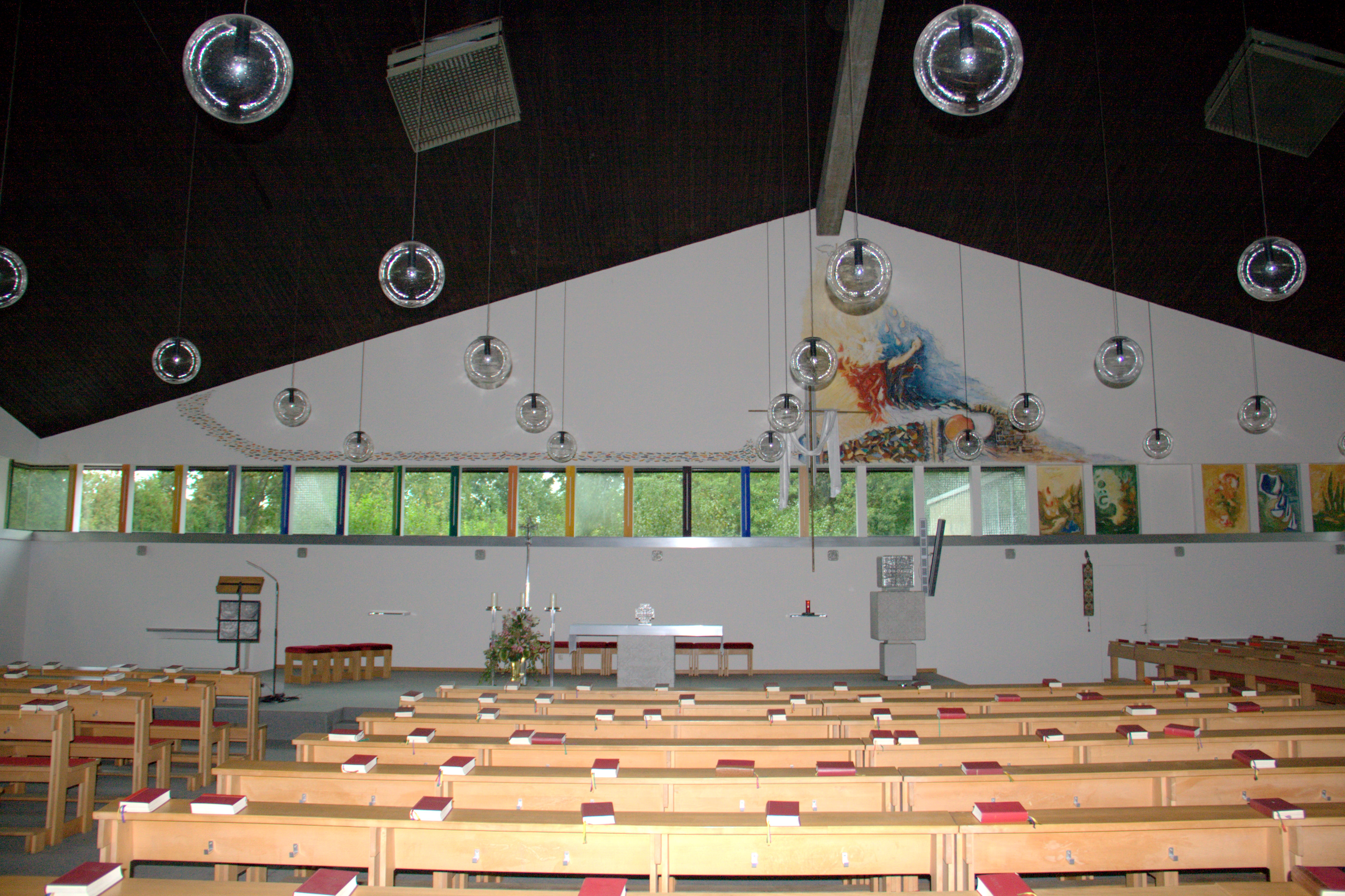
Innenansicht vor der Renovierung 2019

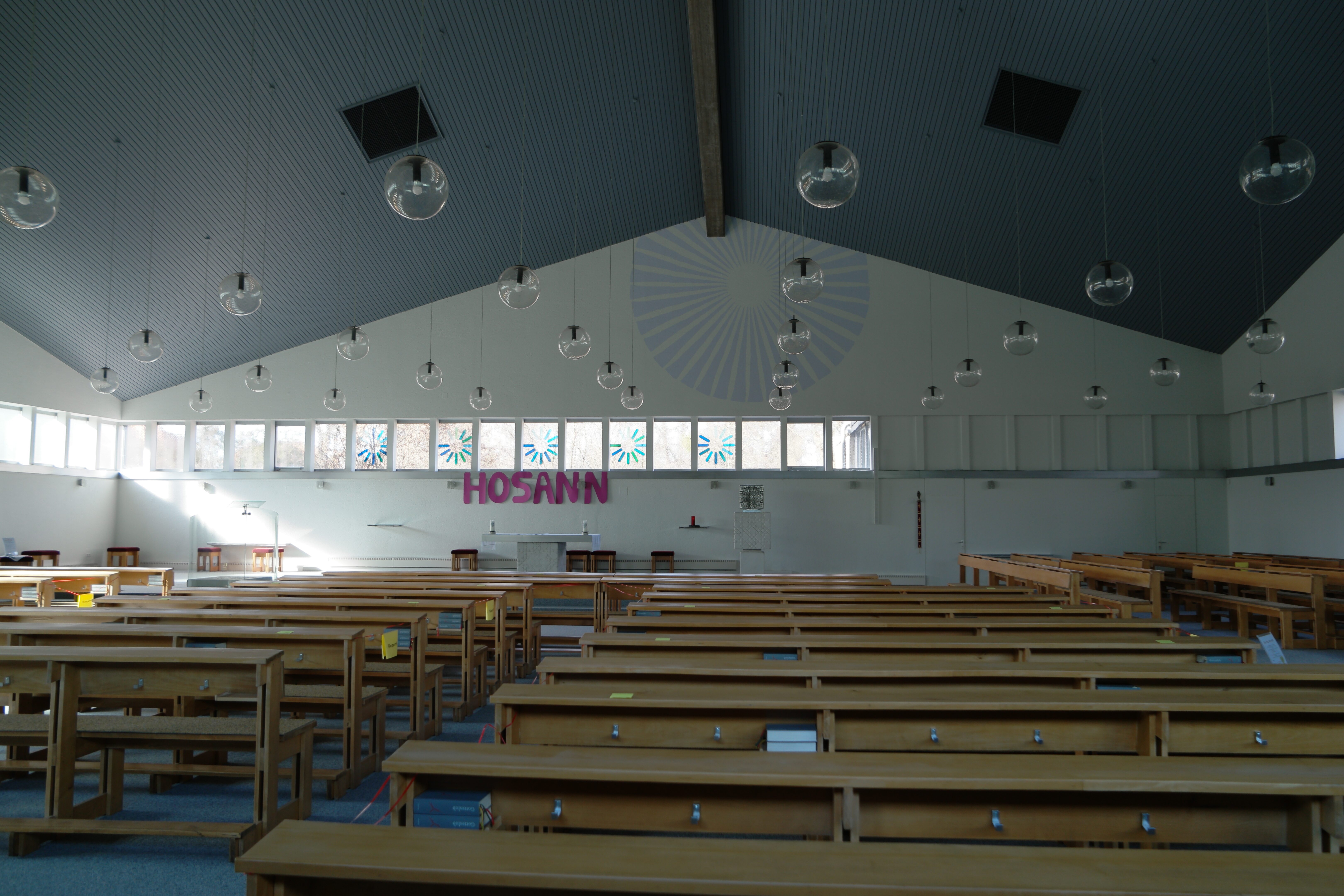
Innenansicht nach der Renovierung

## Orgel und Glocken

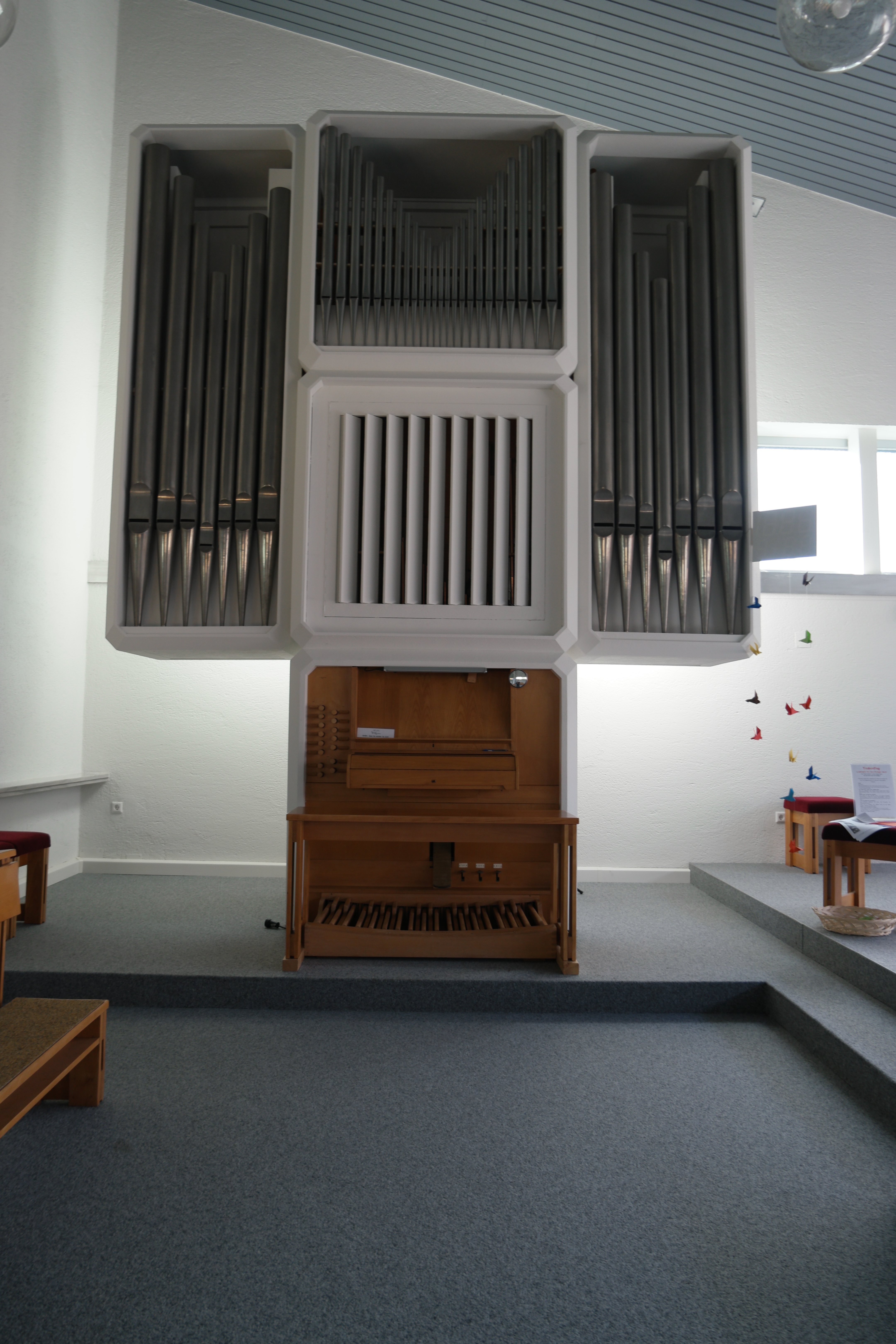
Orgel

Die Orgel wurde 1978 von Leo Werbanschitz mit mechanischer Traktur, zwei Manualen und 15 Registern erbaut. 
| Hauptwerk   |    | Brustwerk (Schwellbar) |     | Pedalwerk  |     |
| ----------- | -- | ---------------------- | --- | ---------- | --- |
| Mixtur      | IV | Krummhorn              | 8′  | Subbass    | 16′ |
| Sesquialter | II | Scharf                 | 3–4 | Dulcian    | 16′ |
| Flöte       | 2′ | Principal              | 2′  | Rohrpfeife | 4′  |
| Principal   | 4′ | Rohrflöte              | 4′  | Oktavbass  | 8′  |
| Rohrgedeckt | 8′ | Holzgedackt            | 8′  |            |     |
|             |    | Tremolo                |     |            |     |

Der Turm beherbergt drei Glocken, gegossen von Grassmayr in Innsbruck.

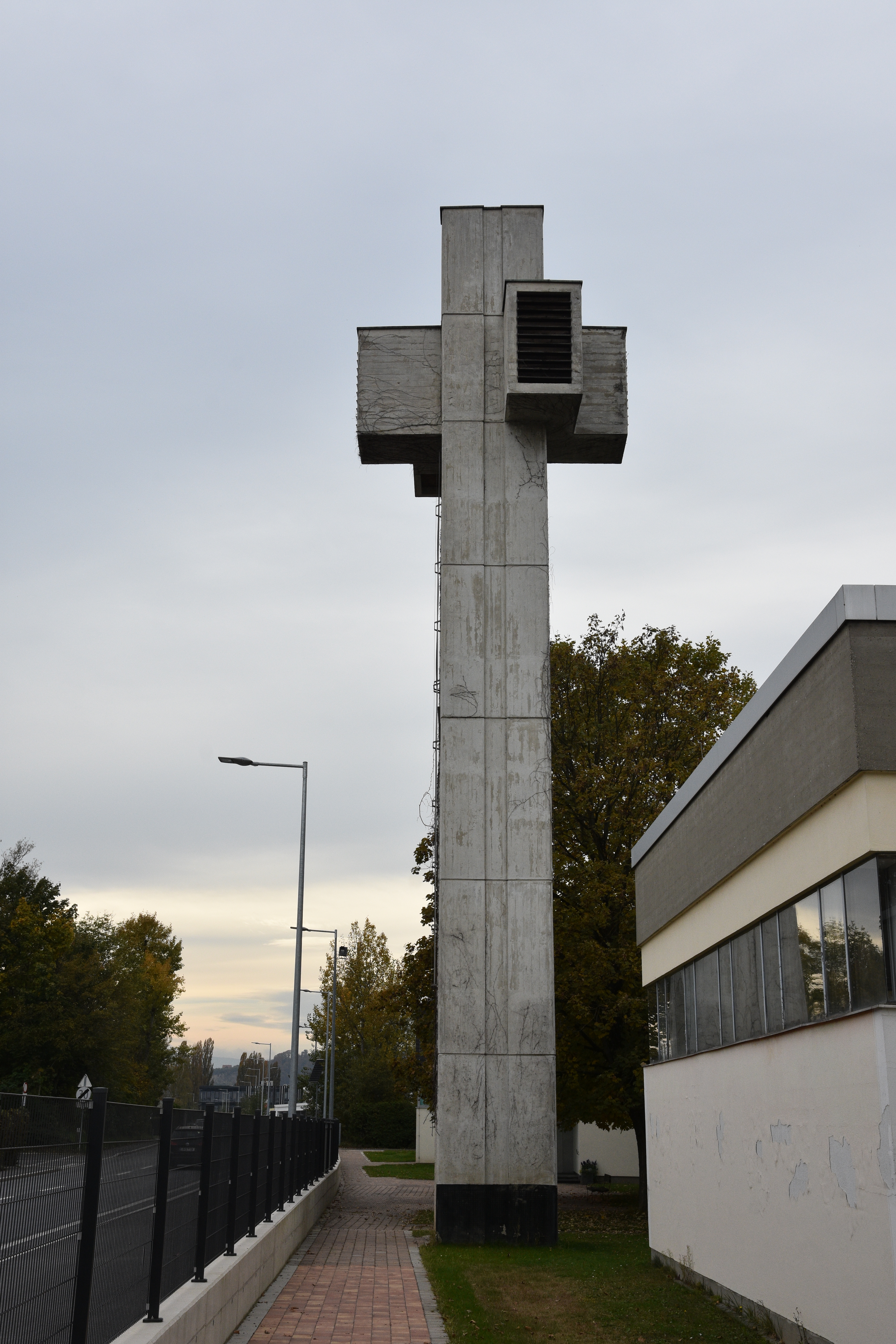
Glockenturm neben der Kirche